# Vente multiniveau
« Marketing de réseau » redirige ici. Pour les autres significations, voir Réseau (homonymie).
La vente multiniveau ou, selon qui l'emploie, marketing relationnel, marketing à paliers multiples, vente en réseau par cooptation, vente par réseau coopté (VRC), marketing de réseau, etc., en anglais multi-level marketing ou MLM, est une structure du réseau de vente dans laquelle les revendeurs (ou distributeurs) peuvent parrainer de nouveaux vendeurs, et être alors en partie rémunérés par une commission évaluée en pourcentage sur les ventes des recrues. La vente multiniveau élimine les coûts liés au recrutement et à la formation mais aussi les dépenses de publicité en lui substituant le bouche à oreille.

Selon un rapport portant sur les modèles économiques de 350 entreprises de vente multiniveau, rapport publié sur le site de la Federal Trade Commission américaine, au moins 99 % des personnes qui s'engagent dans une entreprise de vente multiniveau perdent de l'argent. Cela n'empêche pas les entreprises de vente multiniveau de fonctionner grâce à la croyance des participants des niveaux inférieurs que de bons retours sur investissement sont possibles, quand bien même ils sont statistiquement peu probables. Aux États-Unis des entreprises de vente multiniveau, considérées comme des variations sur du système de vente pyramidale, ont été interdites ou plus fortement régulées.

## Historique
Entre le milieu et la fin du XIXe siècle, David H. McConnell serait le tout premier leader MLM au monde, initiateur de cette nouvelle forme de distribution dans le marketing, du bouche à oreille. La recommandation par les femmes au foyer aurait joué un rôle clé dans la croissance de California Perfume Company, renommée et encore présent aujourd'hui : Avon Products.
La vente multiniveau a été inventée aux États-Unis en 1940[réf. nécessaire] et popularisée dans les années 1950 par la société Tupperware, qui continue à la pratiquer. En 2018, l’entreprise révèle des statistiques montrant que 94 % des représentants actifs au Canada restent au niveau le plus bas de la pyramide, avec des revenus bruts moyens de 653 $ en 2017.
Le multiniveau s'est développé dans les années 1960 aux États-Unis au sein du mouvement pentecôtiste, et il s'est répandu également par l'entremise de réseaux de santé et de bien-être, et la mouvance New Age.
En 2019, la vente multiniveau est populaire sur les réseaux sociaux, principalement Facebook.

## Législation par pays

### Chine
En Chine, la vente multiniveau est illégale depuis 2005. En 2017, cependant, plusieurs sociétés continuaient à opérer en vente multiniveau sur le marché chinois. Cependant, l'activité reste légale à Hong-Kong et à Taïwan selon le même article. Enfin la vente directe à domicile reste légale en Chine. 

### États-Unis
Le MLM est légal aux États-Unis.
Dans ce pays, le MLM fait cependant l'objet de mise en garde d'associations de consommateurs, notamment de la Commission fédérale du commerce aux États-Unis. Cette dernière pointe le fait que de nombreuses entreprises qui se font passer pour du MLM sont en réalité des arnaques de type vente pyramidale. La commission indique que la plupart des personnes travaillant comme VDI en MLM, même légales, gagnent peu ou pas d'argent, voire perdent leur investissement.

### France
En France, les réseaux de vente constitués par recrutement en chaîne d'adhérents ou d'affiliés sont encadrés par le code de la consommation, afin notamment d'interdire les techniques employées dans la vente pyramidale, dite « boule de neige ». La rémunération doit venir de la vente des produits et non de l'inscription de nouveaux distributeurs. Ainsi, sont interdits :
- La vente pratiquée par tout procédé consistant à donner gratuitement ou à faire des réductions sur des biens ou des services à la condition de collecter des adhésions ou des inscriptions
- Le fait de rémunérer les adhérents en fonction du nombre de personnes qu'ils ont recrutées ou inscrites, dans le cas où l'adhésion ou l'inscription nécessite le versement d'une contrepartie quelconque.
- Le fait d'obtenir d'un adhérent le versement d'une somme, et ce pour quelque raison que ce soit, lorsque ce versement donne des avantages ou contribue à la rémunération d'un ou de plusieurs adhérents du réseau (en pratique, il s'agit du « parrain » (ou « sponsor »), ainsi que le parrain éventuel de celui-ci, et le parrain éventuel de ce dernier, etc., le nombre de ces « niveaux » où les parrains sont rémunérés pouvant être limité)
- « Le fait d'obtenir d'un adhérent l'acquisition d'un stock de marchandises destinées à la revente sans garantie de reprise du stock aux conditions de l'achat, déduction éventuellement faite d'une somme n'excédant pas 10 % du prix correspondant ». Cette garantie de reprise pouvant « être limitée à une période d'un an après l'achat ».

Les vendeurs peuvent obtenir un statut de vendeur à domicile indépendant salarié ou un statut d'indépendant et depuis 2009 peuvent opter pour le statut d'auto-entrepreneur,,.
Dans le cas où l'activité est occasionnelle et dans la limite d'un certain plafond de revenus, ils peuvent être déclarés salariés, ou ils peuvent avoir le statut de vendeur à domicile indépendant (VDI), dont les cotisations sociales sont versées par la société mère à hauteur de 67 % (les 33 % restant étant à la charge du VDI),. Dans les deux cas, le vendeur dépend alors du régime général de la sécurité sociale. L'activité du vendeur peut être considérée comme relevant de la micro-entreprise quand il a le statut d'indépendant et que le chiffre d'affaires est inférieur au plafond fiscal. Cette activité doit cependant être déclarée au RCS. Au-delà de ces plafonds, le VDI a l'obligation de basculer en entreprise ou de devenir salarié de la maison mère.
L'un des statuts possibles de VDI est un statut d'assimilé salarié ; ce statut ne convient pas aux vendeurs ayant un produit ou service avec un prix de vente élevé, comme dans l'immobilier, par exemple, du fait de la limite du chiffre d'affaires plus faible encore que pour le statut d'auto-entrepreneur. En effet, ce n'est pas la marge réalisée (l'argent gagné) qui est prise en compte dans les calculs, mais bien le chiffre d'affaires.
Le vendeur doit émettre un bon de commande avec ses coordonnées et celles de son fournisseur. De plus, il doit respecter les règles déontologiques et légales associées à la vente à domicile, comme le délai de réflexion de quatorze jours de ses clients, l'absence de transaction financière pendant 7 jours, etc..
En 1966, les plus grandes entreprises françaises de vente directe ont créent ensemble l'ANSVD, l’Association nationale pour la Vente et le Service à domicile, devenu plus tard la Fédération de la Vente directe (FVD), représentant officiellement le métier et les VDI. La FVD et le gouvernement ont signé deux accords, le 12 mai 2010 afin de valoriser la profession et dans le but de s'engager réciproquement à la création de 100 000 emplois en 3 ans et le 21 septembre 2010, la signature d’un accord-cadre de coopération.

### Italie
Le MLM est légal en Italie et de nombreuses entreprises y prospèrent. 
Cas de l'entreprise Vemma : L'agence italienne AGCM (it), pour le droit de la consommation, a imposé une amende de 100 000 euros à Vemma Italia (filiale italienne de Vemma). L'AGCM a constaté que Vemma agissait comme un système pyramidal, en encourageant le recrutement d'autres vendeurs comme principal moyen de profit, plutôt que la vente de produits.
Vemma a affirmé ne pas être en violation de la loi et qu'elle avait fait un certain nombre de changements en réponse aux préoccupations du gouvernement.
Une analyse par l'association indépendante de protection des consommateurs Truth in Advertising (en) a déterminé que le nouveau plan de rémunération de Vemma ne présentait pas de différence importante par rapport à celui que les régulateurs italiens avaient qualifié de système pyramidal.

## Revenus du marketing de réseau
En 2011, une étude publiée par l’expert Jon M. Taylor révèle qu’« approximativement 99,6 % de tous les participants [aux MLM] perdent de l’argent après avoir soustrait toutes leurs dépenses. En fait, avec une interprétation plus stricte des données, le taux de perte est plus proche de 99,9 %. Ces dépenses incluent les achats minimaux ainsi que les “achats conseillés” (nécessaires pour recevoir des commissions ou des bonus) d’articles ou de services de l’entreprise ».

## Condamnations, mises en garde et critiques
La société Herbalife, qui présentait son activité comme de la vente multiniveau, a été condamnée à de multiples reprises pour vente pyramidale,. Les accusations portaient notamment sur le fait que les rémunérations étaient réalisées sur le recrutement de nouveaux distributeurs et non sur la vente de produits.
En 2007, le rapport au Premier ministre français de la Miviludes met en garde contre « les risques inhérents aux réseaux de vente multi-niveaux » et une potentielle « dérive sectaire » des pratiques de ces réseaux, et liste « les étapes que l’animateur, à la fois recruteur et délégué local ou régional du réseau va être conduit à développer devant ses consommateurs futurs distributeurs » dans les sociétés ayant des pratiques à risque. En 2012, cette même Miviludes a établi un guide pour donner « aussi bien aux professionnels de la santé qu'aux particuliers » les démarches à suivre en cas de soupçon de « dérives sectaires » quand « la proposition de vente se fait dans le cadre d’un réseau de vente multi-niveaux ».
Dans un article publié dans le Western Journal of Communication en 2004, Walter J. Carl écrit que « la vente MLM a été décrite par certains comme étant une secte (Butterfield, 1985), de la vente pyramidale (Fitzpatrick & Reynolds, 1997), ou des organisations gangrénées par des comportements mensongers, trompeurs et contraires à toute forme d'éthique (Carter, 1999), tels que l'utilisation de discours religieux pour promouvoir l'entreprise (Höpfl & Maddrell, 1996), et l'exploitation du réseau d'amis à des fins lucratives (Fitzpatrick & Reynolds, 1997) ». En Chine, des bénévoles qui travaillaient pour sauver des personnes enrôlées dans des réseaux MLM ont été agressés physiquement.
Les MLM ont également été critiquées pour leur incapacité à remplir leurs promesses. Pour une majorité des participants, la vente MLM ne fonctionnerait pas en raison de conflits avec les normes culturelles occidentales. Des études avancent des taux de réussite concernant le seuil de rentabilité très inférieurs aux autres types d'entreprises, : « la grande majorité des MLM recrute des MLM, dans lesquelles les participants doivent recruter agressivement afin de gagner de l'argent. Selon les informations disponibles données par les entreprises elles-mêmes, le taux de perte pour le recrutement MLM est d'environ 99,9 % ; c'est-à-dire que 99,9 % des participants perdent de l'argent quand on soustrait toutes les dépenses qu'ils ont faites pour travailler, y compris ce qui concerne les achats provenant de la société ». Cela s'explique en partie parce qu'en encourageant les recrues à « recruter des gens qui finalement seront en concurrence avec [eux] » on produit une « saturation du marché ».
En raison de l'encouragement des recrues à recruter davantage de concurrents, l'universitaire Robert Todd Carroll affirme que les MLM modernes ne sont, qu'au mieux, des systèmes pyramidaux légalisés.
En octobre 2010, des enquêtes sont ouvertes par des procureurs aux États-Unis concernant des sociétés de MLM en raison du fait que les vendeurs sont principalement payés pour faire du recrutement et que les recrues les plus récentes ne peuvent rien gagner en comparaison des recrues plus anciennes.
Le critique industriel Robert L. FitzPatrick (en) a parlé en 2013 du marketing multi-niveaux comme étant « la bulle Main Street » (par opposition à Wall Street) qui finira par éclater.
En 2021, plusieurs affaires liées à des MLM dans le domaine de la cryptomonnaie arnaquent à hauteur de millions d'euros,. Dans son dossier sur la crypto-monnaie, le journal du Geek estime que « le mélange MLM-Crypto donne rarement des projets fiables dignes de confiance ».
En 2022, les régulateurs des marchés ouvrent une enquête sur la cryptomonnaie stable Terra fondée par l'homme d'affaires Do Kwon après les pertes financières catastrophiques, mettant en cause l'influence des MLM dans cette affaire.